# Átrio da Liberdade
Átrio da Liberdade (em latim: Atrium Libertatis) era um monumento da Roma Antiga que abrigava os arquivos dos censores e estava localizado num passo que ligava os montes Capitolino e o Quirinal, perto do Fórum Romano. 

## Descrição
O Átrio da Liberdade era um complexo de grandes dimensões e que, entre outras funções, abrigava o arquivo dos censores: a lista dos cidadãos e as tábuas de bronze com os mapas das terras públicas. Nesta lista estavam também os nomes dos escravos libertos (liberti), incluídos quando da manumissão. O nome "Libertatis" ("da Liberdade") é uma referência à cerimônia que ocorria nesta ocasião. Além disto, estavam ali duas bibliotecas públicas e talvez uma basílica (a chamada "Basílica Asínia").
As fontes relatam também que o complexo estava repleto de obras de arte de escultores célebres, seja do estilo neoático, seja no estilo mais "barroco" da escola microasiática. Entre estas obras estava o grupo escultório conhecido como "Suplício de Dirce", dos escultores Apolônio e Taurisco — a obra original a partir da qual foi copiado o famoso "Touro Farnésio" do Museo Archeologico Nazionale di Napoli. 

## História
O átrio foi mencionado pela primeira vez em 212 a.C. e foi reconstruído pelos censores em 194 a.C.. Uma segunda reconstrução integral foi conduzida por Caio Asínio Polião a partir de 39 a.C. depois de seu triunfo sobre os ilírios e financiada pelos recursos obtidos durante a campanha, talvez como parte do projeto concebido por Júlio César e como parte do Fórum de César, inaugurado no espaço entre o passo montanhoso onde estava o átrio e o Fórum Romano poucos anos antes. O monumento provavelmente foi completado em 28 a.C..
O complexo todo foi demolido no início do século II e o passo montanhoso inteiro foi escavado e nivelado para permitir a construção do Fórum de Trajano. Para realizar as mesmas funções foi construída a Basílica Úlpia e a Biblioteca Úlpia, cujas duas salas ladeavam a Coluna de Trajano. A cerimônia de manumissão dos escravos passou a ser realizada numa das absides da Basílica Úlpia, como atesta o fragmento do Plano de Mármore (Forma Urbis) onde está a basílica, no qual está a palavra "LIBERTATIS".
Já no período imperial tardio, o nome "Átrio da Liberdade" passou para a Cúria ou para uma área vizinha.